# Giovanni Agostino Campanile
Giovanni Agostino Campanile (Tramonti, ... – Napoli, 4 luglio 1594) è stato un vescovo cattolico italiano.

## Biografia
Nacque a Tramonti. Laureato in teologia, fu prelato domestico di papa Pio IV e canonico della cattedrale di Napoli. L'8 agosto 1567 fu nominato vescovo di Minori da Pio V e consacrato il 31 agosto 1567 dal cardinale Giulio Antonio Santori nella cappella Sistina. Morì a Napoli il 4 luglio 1594. È sepolto nella chiesa di San Pietro a Majella.

## Genealogia episcopale
La genealogia episcopale è:
- Cardinale Scipione Rebiba
- Cardinale Giulio Antonio Santorio
- Vescovo Giovanni Agostino Campanile